# توماس "باد" برادي
توماس «باد» برادي هو شخصية أعمال وإذاعي وسياسي أمريكي، ولد في 8 يوليو 1938 في أورانيا (لويزيانا) في الولايات المتحدة، وتوفي في 1 أبريل 2011 في الإسكندرية في الولايات المتحدة. نشط حزبياً في الحزب الديمقراطي. وقد انتخب عضو مجلس نواب لويزيانا ‏.